# Kvarnstenstetra
Kvarnstenstetra (Mylossoma duriventre) är en fiskart som först beskrevs av Cuvier, 1818.  Kvarnstenstetra ingår i släktet Mylossoma och familjen Characidae. Inga underarter finns listade i Catalogue of Life.